# 范哈爾森島
范哈爾森島（英語：Van Hulssen Island）是南極洲的島嶼，位於霍姆灣，處於弗拉特群島西北面6公里，根據挪威探險隊拍攝的空中照片繪入地圖，現時由南極條約體系管理。